# AHL 1991/92
Die Saison 1991/92 war die 56. reguläre Saison der American Hockey League (AHL). Während der regulären Saison bestritten die 15 Teams der Liga jeweils 80 Begegnungen. Die jeweils vier besten Mannschaften jeder Division spielten anschließend in einer Play-off-Runde um den Calder Cup.

## Teamänderungen
Folgende Änderungen wurden vor Beginn der Saison vorgenommen:
- Die Newmarket Saints wurden nach St. John’s, Neufundland und Labrador, umgesiedelt und spielten fortan unter dem Namen St. John’s Maple Leafs

## Reguläre Saison

### Abschlusstabellen
Abkürzungen: GP = Spiele, W = Siege, L = Niederlagen, OTL = Niederlage nach Overtime, SOL = Niederlage nach Shootout, GF = Erzielte Tore, GA = Gegentore, Pts = Punkte

Erläuterungen: In Klammern befindet sich die Platzierung innerhalb der Conference;       = Playoff-Qualifikation,       = Division-Sieger,       = Conference-Sieger

#### Reguläre Saison
| Atlantic Division      | GP | W  | L  | T  | GF  | GA  | Pts |
| ---------------------- | -- | -- | -- | -- | --- | --- | --- |
| Fredericton Canadiens  | 80 | 43 | 27 | 10 | 314 | 254 | 96  |
| St. John’s Maple Leafs | 80 | 39 | 29 | 12 | 325 | 285 | 90  |
| Cape Breton Oilers     | 80 | 36 | 34 | 10 | 336 | 330 | 82  |
| Moncton Hawks          | 80 | 32 | 38 | 10 | 285 | 299 | 74  |
| Halifax Citadels       | 80 | 25 | 38 | 17 | 280 | 324 | 67  |

| North Division             | GP | W  | L  | T  | GF  | GA  | Pts |
| -------------------------- | -- | -- | -- | -- | --- | --- | --- |
| Springfield Indians        | 80 | 43 | 29 | 8  | 308 | 277 | 94  |
| Adirondack Red Wings       | 80 | 40 | 36 | 4  | 335 | 309 | 84  |
| New Haven Nighthawks       | 80 | 39 | 37 | 4  | 305 | 309 | 82  |
| Capital District Islanders | 80 | 32 | 37 | 11 | 261 | 289 | 75  |
| Maine Mariners             | 80 | 23 | 47 | 10 | 296 | 352 | 56  |

| South Division      | GP | W  | L  | T  | GF  | GA  | Pts |
| ------------------- | -- | -- | -- | -- | --- | --- | --- |
| Binghamton Rangers  | 80 | 41 | 30 | 9  | 318 | 277 | 91  |
| Rochester Americans | 80 | 37 | 31 | 12 | 292 | 248 | 86  |
| Hershey Bears       | 80 | 36 | 33 | 11 | 313 | 337 | 83  |
| Utica Devils        | 80 | 34 | 40 | 6  | 268 | 313 | 74  |
| Baltimore Skipjacks | 80 | 28 | 42 | 10 | 287 | 320 | 66  |

### Beste Scorer
Abkürzungen: GP = Spiele, G = Tore, A = Assists, Pts = Punkte, +/- = Plus/Minus, PIM = Strafminuten; Fett: Saisonbestwert
| Spieler         | Team                       | GP | G  | A  | Pts | PIM |
| --------------- | -------------------------- | -- | -- | -- | --- | --- |
| Shaun Van Allen | Cape Breton Oilers         | 77 | 29 | 84 | 113 | 80  |
| Tim Tookey      | Hershey Bears              | 80 | 36 | 69 | 105 | 63  |
| Stan Drulia     | New Haven Nighthawks       | 77 | 49 | 53 | 102 | 46  |
| Peter Ciavaglia | Rochester Americans        | 77 | 37 | 61 | 98  | 16  |
| John Anderson   | New Haven Nighthawks       | 68 | 41 | 54 | 95  | 24  |
| Andrew McKim    | St. John’s Maple Leafs     | 79 | 43 | 50 | 93  | 79  |
| Greg Parks      | Capital District Islanders | 70 | 36 | 57 | 93  | 84  |
| Dan Currie      | Cape Breton Oilers         | 66 | 50 | 42 | 92  | 39  |
| Simon Wheeldon  | Baltimore Skipjacks        | 78 | 38 | 53 | 91  | 62  |

## Calder-Cup-Playoffs

### Modus
Für die Play-offs qualifizierten sich die jeweils vier besten Mannschaften jeder Division.
In den ersten zwei Play-off-Runden wurden die Sieger der jeweiligen Divisions ausgespielt. Unter den drei Mannschaften, die anschließend noch im Wettbewerb waren, erhielt diejenige, die in der regulären Saison die meisten Punkte erhalten hatte, ein Freilos für das Finale. Alle Play-off-Runden sowie das Finale wurde im Modus Best-of-Seven ausgespielt.

### Playoff-Baum
|  | Division Semifinals | Division Semifinals        | Division Semifinals  |                      |                        | Division Finals | Division Finals | Division Finals |  |  | Semifinals | Semifinals | Semifinals |  |  | Calder Cup Finals | Calder Cup Finals | Calder Cup Finals |
|  |                     |                            |                      |                      |                        |                 |                 |                 |  |  |            |            |            |  |  |                   |                   |                   |
|  | A2                  | St. John’s Maple Leafs     | 4                    |                      |                        |                 |                 |                 |  |  |            |            |            |  |  |                   |                   |                   |
|  | A3                  | Cape Breton Oilers         | 1                    |                      |                        |                 |                 |                 |  |  |            |            |            |  |  |                   |                   |                   |
|  | A3                  | Cape Breton Oilers         | 1                    | A2                   | St. John’s Maple Leafs | 4               |                 |                 |  |  |            |            |            |  |  |                   |                   |                   |
|  |                     |                            |                      | A2                   | St. John’s Maple Leafs | 4               |                 |                 |  |  |            |            |            |  |  |                   |                   |                   |
|  |                     |                            | A4                   | Moncton Hawks        | 0                      |                 |                 |                 |  |  |            |            |            |  |  |                   |                   |                   |
|  | A1                  | Fredericton Canadiens      | A4                   | Moncton Hawks        | 0                      | 3               |                 |                 |  |  |            |            |            |  |  |                   |                   |                   |
|  | A1                  | Fredericton Canadiens      |                      |                      |                        | 3               |                 |                 |  |  |            |            |            |  |  |                   |                   |                   |
|  | A4                  | Moncton Hawks              | 4                    |                      |                        |                 |                 |                 |  |  |            |            |            |  |  |                   |                   |                   |
|  | A4                  | Moncton Hawks              | 4                    | A2                   | St. John’s Maple Leafs |                 |                 |                 |  |  |            |            |            |  |  |                   |                   |                   |
|  |                     |                            |                      | A2                   | St. John’s Maple Leafs |                 |                 |                 |  |  |            |            |            |  |  |                   |                   |                   |
|  |                     |                            | Freilos              |                      |                        |                 |                 |                 |  |  |            |            |            |  |  |                   |                   |                   |
|  |                     |                            |                      |                      |                        |                 |                 |                 |  |  |            |            |            |  |  |                   |                   |                   |
|  |                     |                            |                      |                      |                        |                 |                 |                 |  |  |            |            |            |  |  |                   |                   |                   |
|  |                     |                            |                      |                      |                        |                 |                 |                 |  |  |            |            |            |  |  |                   |                   |                   |
|  |                     |                            |                      |                      |                        |                 |                 |                 |  |  |            |            |            |  |  |                   |                   |                   |
|  |                     |                            |                      |                      |                        |                 |                 |                 |  |  |            |            |            |  |  |                   |                   |                   |
|  |                     |                            |                      |                      |                        |                 |                 |                 |  |  |            |            |            |  |  |                   |                   |                   |
|  |                     |                            |                      |                      |                        |                 |                 |                 |  |  |            |            |            |  |  |                   |                   |                   |
|  |                     |                            |                      |                      |                        |                 |                 |                 |  |  |            |            |            |  |  |                   |                   |                   |
|  |                     |                            |                      |                      |                        |                 |                 |                 |  |  |            |            |            |  |  |                   |                   |                   |
|  | A2                  | St. John’s Maple Leafs     | 3                    |                      |                        |                 |                 |                 |  |  |            |            |            |  |  |                   |                   |                   |
|  | A2                  | St. John’s Maple Leafs     | 3                    |                      |                        |                 |                 |                 |  |  |            |            |            |  |  |                   |                   |                   |
|  |                     | N2                         | Adirondack Red Wings | 4                    |                        |                 |                 |                 |  |  |            |            |            |  |  |                   |                   |                   |
|  | S1                  | N2                         | Adirondack Red Wings | 4                    | Binghamton Rangers     | 4               |                 |                 |  |  |            |            |            |  |  |                   |                   |                   |
|  | S1                  |                            |                      |                      | Binghamton Rangers     | 4               |                 |                 |  |  |            |            |            |  |  |                   |                   |                   |
|  | S4                  | Utica Devils               | 0                    |                      |                        |                 |                 |                 |  |  |            |            |            |  |  |                   |                   |                   |
|  | S4                  | Utica Devils               | 0                    | S1                   | Binghamton Rangers     | 3               |                 |                 |  |  |            |            |            |  |  |                   |                   |                   |
|  |                     |                            |                      | S1                   | Binghamton Rangers     | 3               |                 |                 |  |  |            |            |            |  |  |                   |                   |                   |
|  |                     |                            | S2                   | Rochester Americans  | 4                      |                 |                 |                 |  |  |            |            |            |  |  |                   |                   |                   |
|  | S2                  | Rochester Americans        | S2                   | Rochester Americans  | 4                      | 4               |                 |                 |  |  |            |            |            |  |  |                   |                   |                   |
|  | S2                  | Rochester Americans        |                      |                      |                        | 4               |                 |                 |  |  |            |            |            |  |  |                   |                   |                   |
|  | S3                  | Hershey Bears              | 2                    |                      |                        |                 |                 |                 |  |  |            |            |            |  |  |                   |                   |                   |
|  | S3                  | Hershey Bears              | 2                    | S2                   | Rochester Americans    | 1               |                 |                 |  |  |            |            |            |  |  |                   |                   |                   |
|  |                     |                            |                      | S2                   | Rochester Americans    | 1               |                 |                 |  |  |            |            |            |  |  |                   |                   |                   |
|  |                     | N2                         | Adirondack Red Wings | 2                    |                        |                 |                 |                 |  |  |            |            |            |  |  |                   |                   |                   |
|  | N1                  | N2                         | Adirondack Red Wings | 2                    | Springfield Indians    | 4               |                 |                 |  |  |            |            |            |  |  |                   |                   |                   |
|  | N1                  |                            |                      |                      |                        |                 |                 |                 |  |  |            |            |            |  |  |                   |                   |                   |
|  | N4                  | Capital District Islanders | 3                    |                      |                        |                 |                 |                 |  |  |            |            |            |  |  |                   |                   |                   |
|  | N4                  | Capital District Islanders | 3                    | N1                   | Springfield Indians    | 0               |                 |                 |  |  |            |            |            |  |  |                   |                   |                   |
|  |                     |                            |                      | N1                   | Springfield Indians    | 0               |                 |                 |  |  |            |            |            |  |  |                   |                   |                   |
|  |                     |                            | N2                   | Adirondack Red Wings | 4                      |                 |                 |                 |  |  |            |            |            |  |  |                   |                   |                   |
|  | N2                  | Adirondack Red Wings       | N2                   | Adirondack Red Wings | 4                      | 4               |                 |                 |  |  |            |            |            |  |  |                   |                   |                   |
|  | N2                  | Adirondack Red Wings       |                      |                      |                        |                 |                 |                 |  |  |            |            |            |  |  |                   |                   |                   |
|  | N3                  | New Haven Nighthawks       | 1                    |                      |                        |                 |                 |                 |  |  |            |            |            |  |  |                   |                   |                   |

### Calder-Cup-Sieger
| Calder-Cup-Sieger Adirondack Red Wings | Torhüter: Allan Bester, Scott King Verteidiger: Bobby Dollas, Guy Dupuis, Gord Kruppke, Chris Luongo, Stewart Malgunas, Dennis Vial, Bob Wilkie, Jason York Angreifer: Micah Aivazoff, Bruce Boudreau, Jim Cummins, Kelly Hurd, Sheldon Kennedy, Martin Lapointe, Lonnie Loach, Max Middendorf, Marc Potvin, Keith Primeau, Ken Quinney, Gary Shuchuk, Mike Sillinger, Chris Tancill, Kirk Tomlinson Cheftrainer: Barry Melrose General Manager: Barry Melrose |

## Vergebene Trophäen

### Mannschaftstrophäen
| Auszeichnung                                                             | Team                 |
| ------------------------------------------------------------------------ | -------------------- |
| Calder Cup Gewinner der AHL-Playoffs                                     | Adirondack Red Wings |
| Richard F. Canning Trophy Gewinner des North Division-Finale             | Adirondack Red Wings |
| Robert W. Clarke Trophy Gewinner des South Division-Finale               | Rochester Americans  |
| F. G. „Teddy“ Oke Trophy Bestes Team der North Division, Reguläre Saison | Springfield Indians  |
| John D. Chick Trophy Bestes Team der South Division, Reguläre Saison     | Binghamton Rangers   |

### Individuelle Trophäen
| Auszeichnung                                                                                    | Spieler         | Team                   |
| ----------------------------------------------------------------------------------------------- | --------------- | ---------------------- |
| Les Cunningham Award MVP der regulären Saison                                                   | John Anderson   | New Haven Nighthawks   |
| John B. Sollenberger Trophy Bester Scorer                                                       | Shaun Van Allen | Cape Breton Oilers     |
| Dudley „Red“ Garrett Memorial Award Bester Rookie                                               | Félix Potvin    | St. John’s Maple Leafs |
| Eddie Shore Award Bester Verteidiger                                                            | Greg Hawgood    | Cape Breton Oilers     |
| Aldege „Baz“ Bastien Memorial Award Bester Torhüter                                             | Félix Potvin    | St. John’s Maple Leafs |
| Harry „Hap“ Holmes Memorial Award Torhüter mit dem geringsten Gegentorschnitt                   | David Littman   | Rochester Americans    |
| Louis A. R. Pieri Memorial Award Bester Trainer                                                 | Doug Carpenter  | New Haven Nighthawks   |
| Fred T. Hunt Memorial Award Für den Spieler, der durch Fairness, Einsatz und Hingabe herausragt | John Anderson   | New Haven Nighthawks   |
| Jack A. Butterfield Trophy MVP der Calder-Cup-Playoffs                                          | Allan Bester    | Adirondack Red Wings   |